# 슬기초등학교
슬기초등학교는 대한민국 경기도 안산시에 있는 공립 초등학교이다.

## 연혁
- 2002년 3월 1일 : 개교
- 2019년 3월 1일 : 경기 교육청 지정 혁신학교 운영 ( ~23년 2월)
- 2020년 1월 1일 : 경기도 민주시민실천 운영교
- 2023년 3월 1일 : 경기도 온라인 콘텐츠 교과서 활용 운영교
- 2023년 3월 1일 : 23학급, 특수 2학급, 유치원 2학급, 유치원 특수 1학급 편성
- 2024년 3월 1일 : 일반 학급 23학급, 특수 2학급, 유치원 2학급, 유치원 특수 1학급 편
- 2024년 3월 1일 : 제 8대 박성실 교장 선생남 취임